# 烏八臼

烏八臼

烏八臼（うはっきゅう）は、主に室町時代末から江戸時代中期の墓塔の上部に刻まれる、烏・八・臼の3文字を組み合わせた合字。曹洞宗や浄土宗の墓地に見られる場合が多い。また、庚申塔などの石仏や供養塔に刻まれることもある。その意味については諸説あるが、滅罪成仏の功徳、吉祥成就の意を表すという説が有力とされている。

## 歴史
烏八臼が刻まれた最古の塔は、岡山県小田郡小田村 (現・矢掛町）にある神戸山城城主・小田政清の墓塔である。角柱の上に載る宝篋印塔に烏八臼が刻まれており、角柱には天正9年（1581年）の紀年銘がある。ただし、角柱は文政4年（1821年）に移設した際に新しく造立されたものである。
かつては宮城県栗原市の虎渓寺にある明応2年（1493年）銘の墓塔が初期のものとして知られていたが、後に承応2年（1653年）の誤りであるとされた。
静岡県富士市の成安寺には、慶長5年（1600年）銘と「於濃州関ケ原戦死」と刻む墓塔がある。しかし、同じ塔に慶長9年（1604年）と慶長10年（1605年）の銘もあり、慶長10年の造塔と考えられている。東京都では、文京区の大円寺にある慶長15年（1610年）銘の織田秀雄の供養塔が最も古く、多摩地方では町田市三輪町の地蔵堂にある元和5年（1619年）銘が最も古い。
東京都にある紀年の判明している281基の集計では、江戸時代前期の慶安元年（1648年）から宝永8年（1711年）までの約63年間に全体の72パーセントが造立されている。また、静岡県富士市周辺の紀年の判明している269基の中では、元禄（1688年から1704年）が最も多く、寛文（1661年から1673年）が次いでいる。
江戸時代後期の随筆家・山崎美成は、『海録』の中で、烏八臼について「近頃立る石塔には、又これらの文字あるものなし」と記している。
烏八臼が刻まれた新しい石塔としては、埼玉県鴻巣市の安龍寺に明治14年（1881年）銘の墓塔があり、東京都府中市の高安寺にも明治時代のものがある。さらに、山形県上山市菖蒲の共同墓地には昭和51年（1976年）銘の墓碑がある。

## 形態
烏・八・臼の3文字の組み合わせ方によって、
- 偏と旁からなる横型
- 冠と脚の間に1文字を挟んだ縦型
- 冠の下に偏と旁がある縦横型

の3つに大別することができる。
横型では烏が偏になる場合と旁になる場合があり、縦型では
- 八が冠で烏が脚
- 臼が冠で烏が脚
- 烏が冠で臼が脚

などのパターンが見られる。
また、烏が鳥になるもの、臼が旧になるものもある。

### 烏八臼の実例

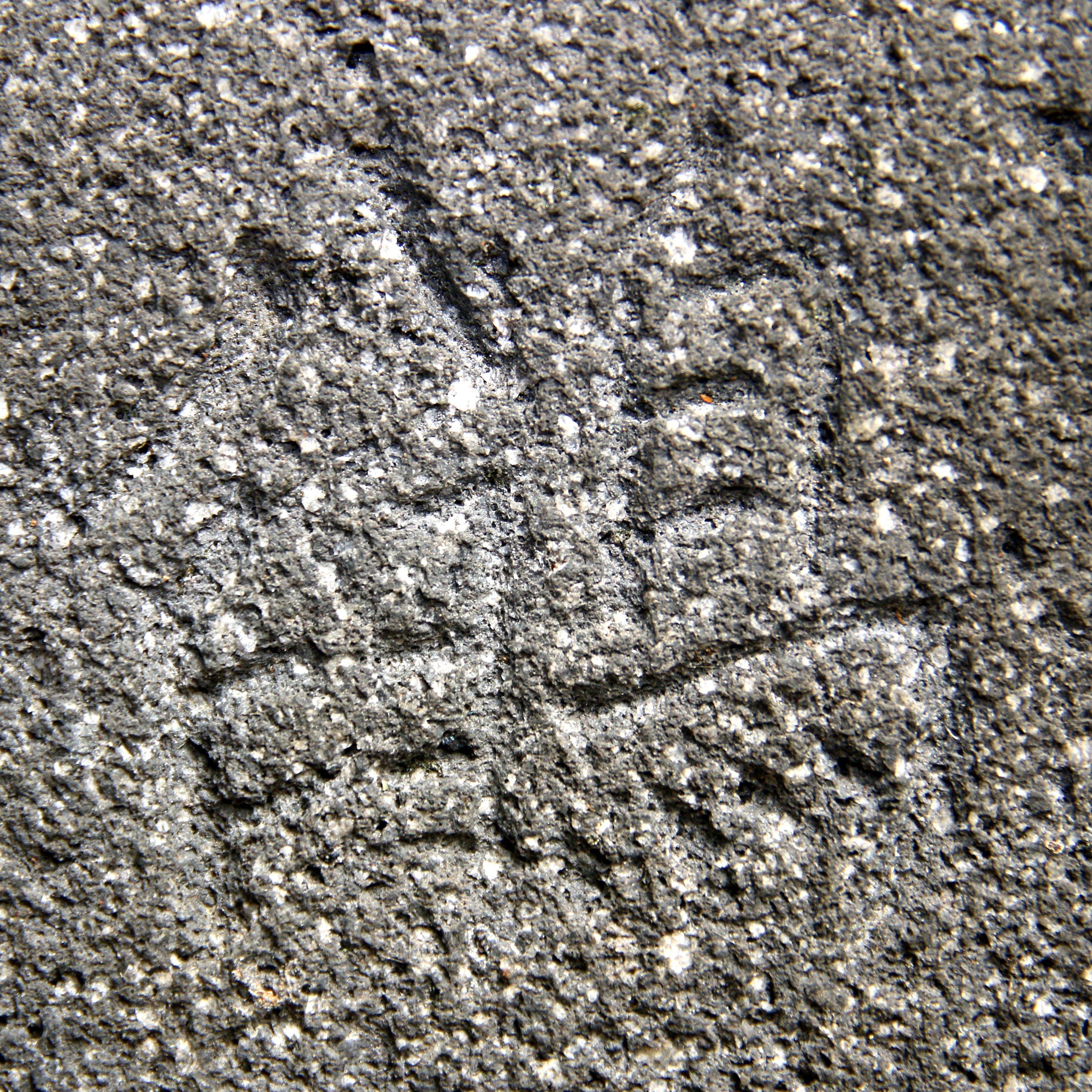
松月院（東京都板橋区）の墓塔に刻まれた烏八臼
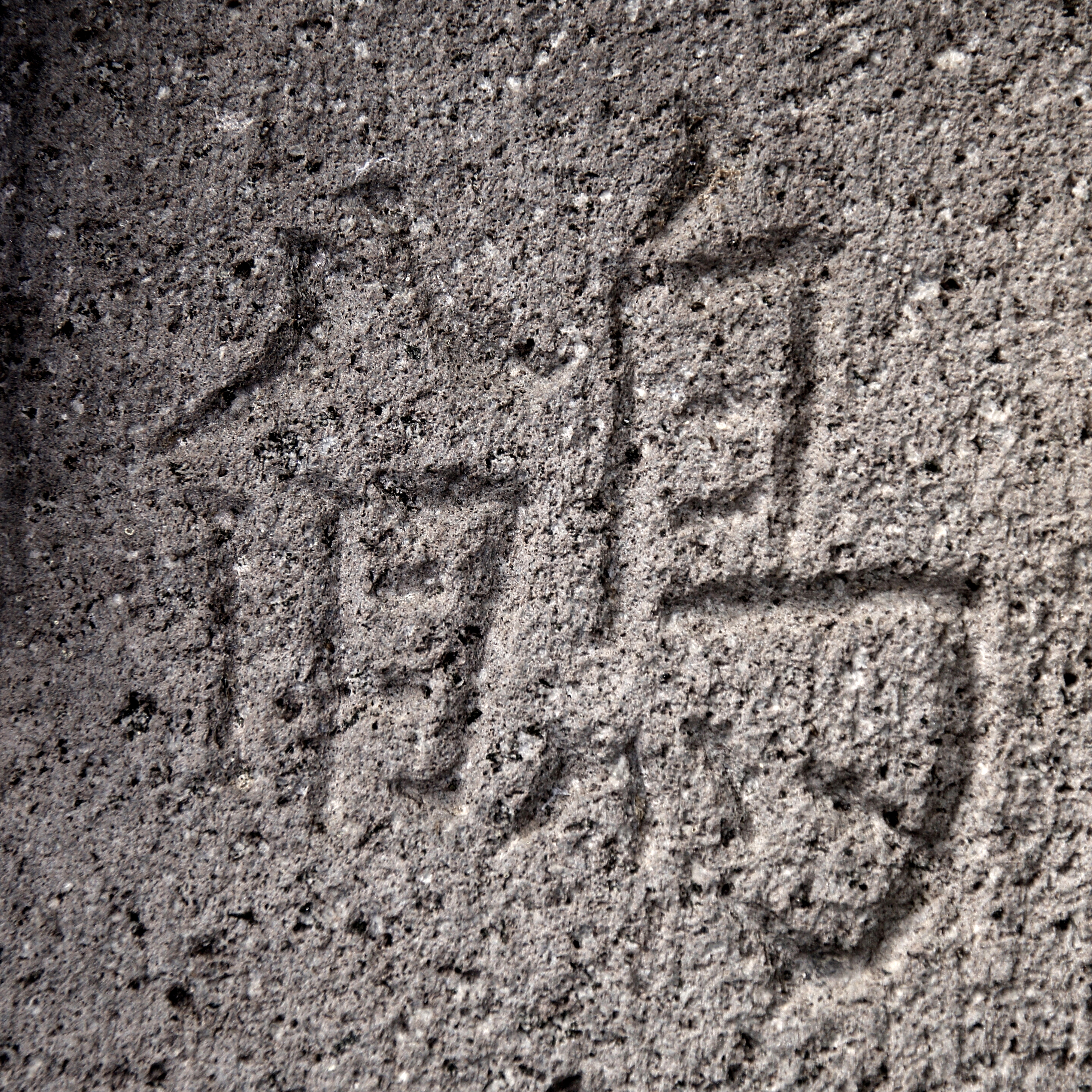
東光寺（東京都目黒区）の墓塔に刻まれた烏八臼
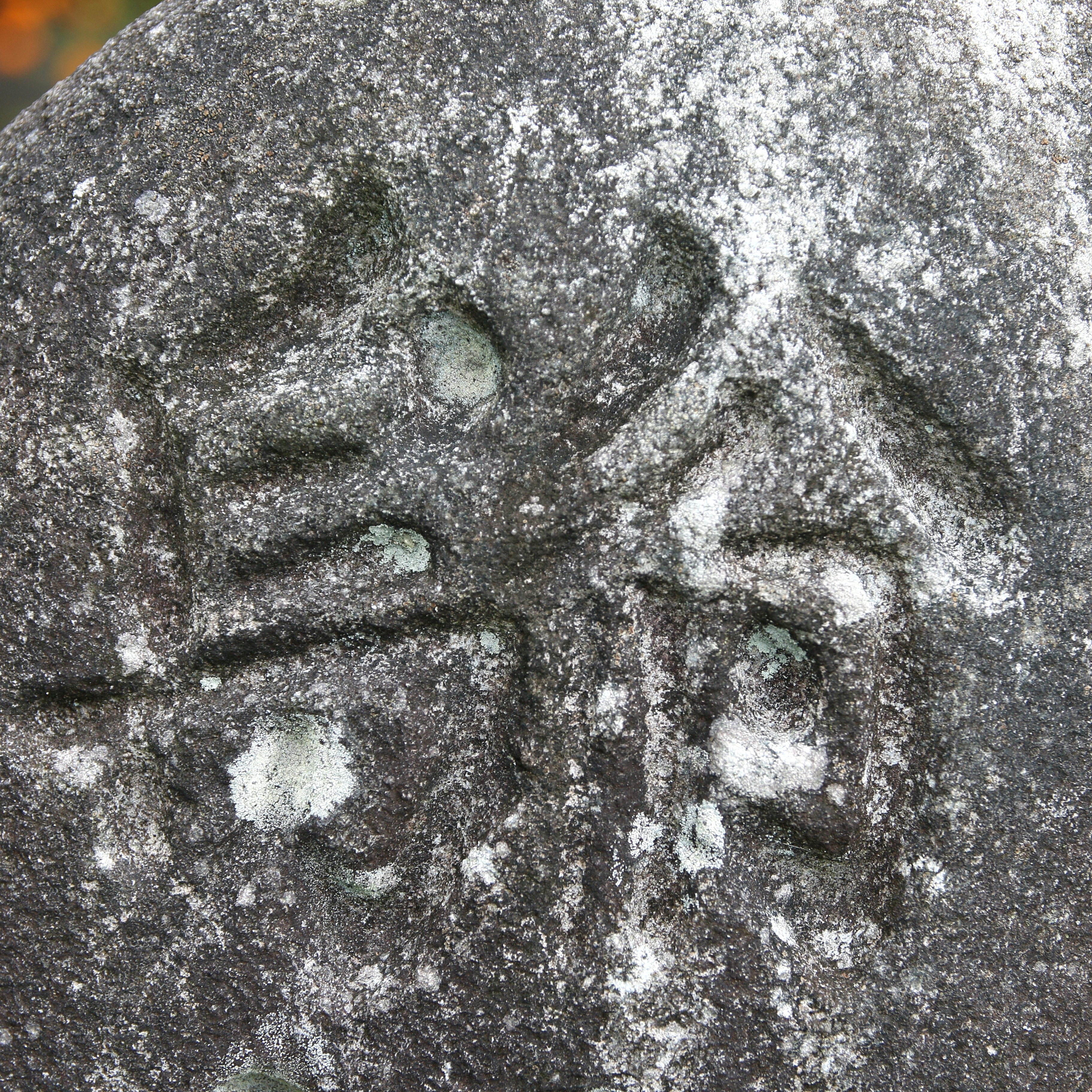
矢板市の施入供養塔に刻まれた烏八臼
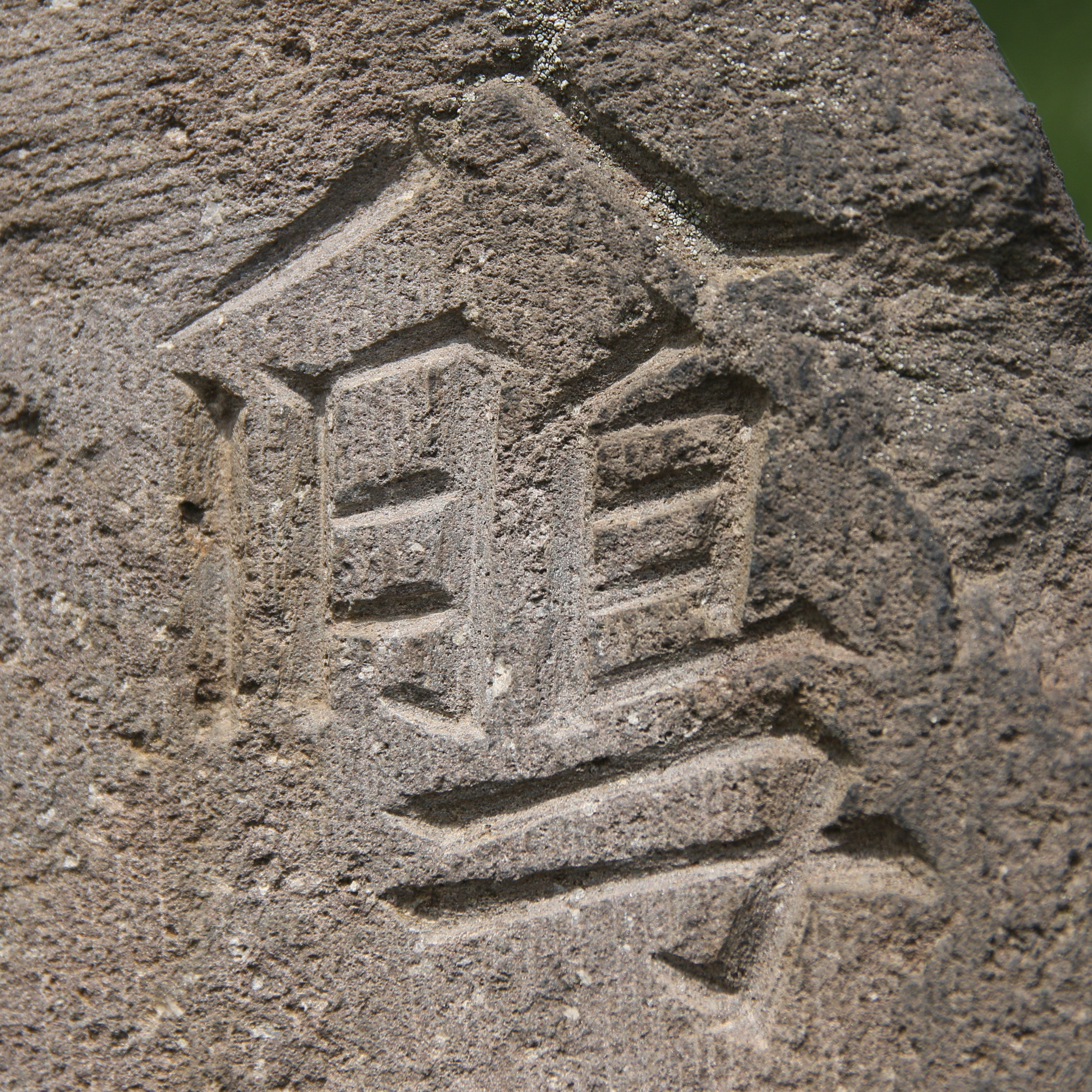
狭山市の馬頭観音に刻まれた烏八臼

### 型式分類と系譜
久保常晴は詳細な型式分類を行い、以下の7型式について出現時期に基づく系譜を示した。
- A型 - 烏 八 臼の順に縦に並ぶ
- B型 - 八 臼 烏の順に縦に並ぶ
- C型 - 八と臼が偏、烏が旁
- D型 - 烏が偏、八と臼が旁
- E型 - 八が冠、その下に臼が偏で烏が旁
- F型 - 八が冠、その下に烏が偏で臼が旁
- G型 - 臼と八が偏、烏が旁

| 室町時代 | 江戸時代           | 江戸時代           | 江戸時代           |
| -------- | ------------------ | ------------------ | ------------------ |
| B型      | → A型（東京 1658） | → A型（東京 1658） | → A型（東京 1658） |
|          |                    | → E型（仙台 1646） | → F型（福島 1688） |
| C型      | → G型（東京 1645） |                    | D型（東京 1674）   |

## 解釈
烏八臼の意味については江戸時代から様々な解釈と議論が行われている。

### 江戸時代
国学者の天野信景は随筆『塩尻』で、その意味は梵字のカンであるとしている。
山崎美成は『海録』の中で仏教学者・荻野梅塢の説を紹介している。梅塢によれば、烏八臼は大随求陀羅尼経の咒にあるチシュタンのタンの字を訳した「」を誤ったものであり、『宝物集』と『沙石集』にある、風に吹かれてきた随求陀羅尼の一字によって地獄から逃れたという説話を縁起としている。また、『世事百談』では「いつのほどよりか烏八臼とハあやまり傳へけん」と発生の古さを示している。

### 大正時代
大正時代には『考古学雑誌』誌上で議論が行われた。そのきっかけとなった論文「烏八臼に就きて」の中で清水東四郎は以下の10説を挙げている。

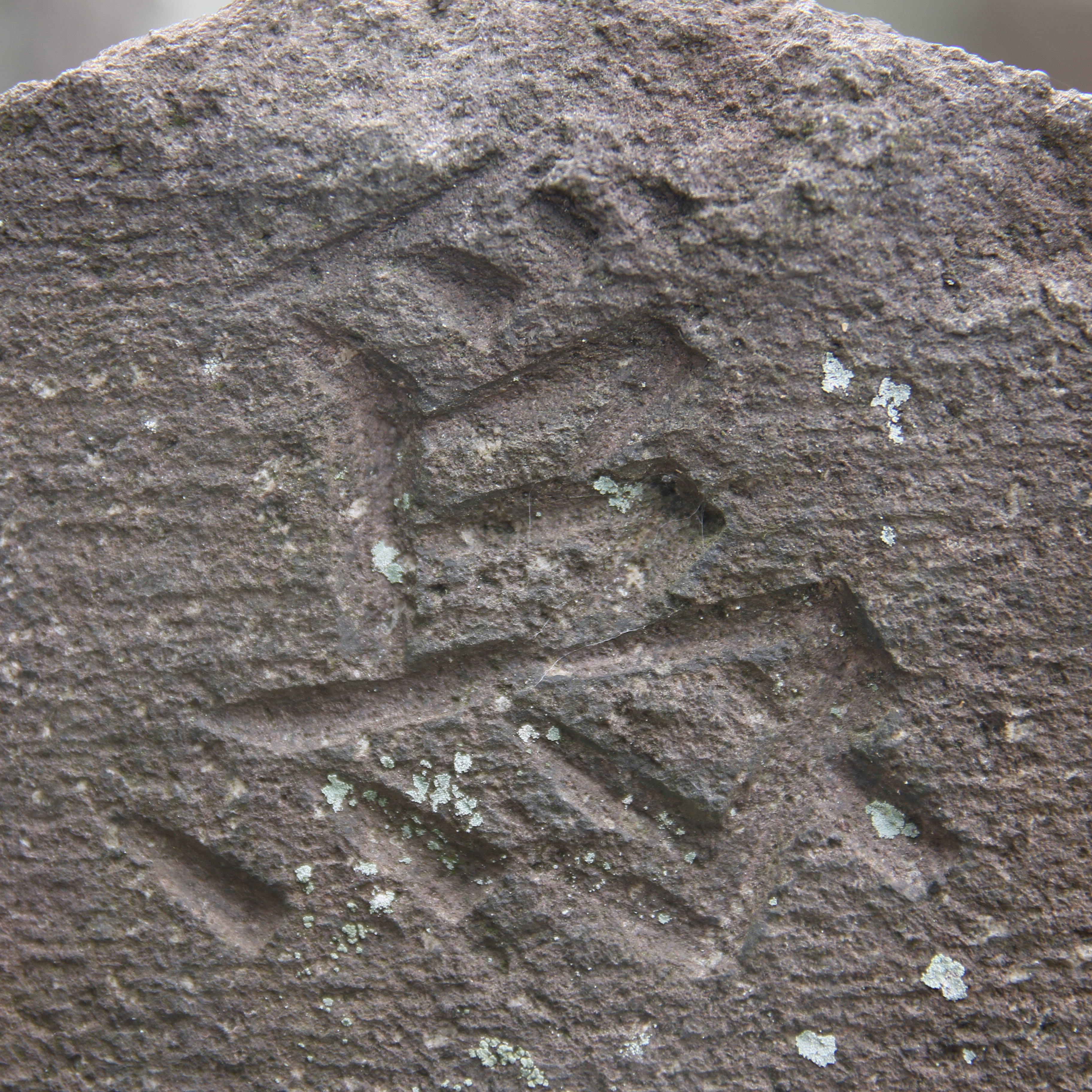
墓塔に刻まれた「爲」

1. 為という字 - 烏八臼の下に法号と「菩提也」と刻まれる例から、為を意味する文字とする。
2. 鶂という字 - 鶂は竜頭鷁首の鷁であり、鷁首は船首に付ける鳥の飾りであることから、死出の旅を船出になぞらえて鶂の字を用いた。
3. 日月の合字 - 烏は太陽を、八臼は兎の餅搗きで月を表す[11]。
4. 釈迦、弥陀、観音の合字
5. 釈迦、文殊、普賢の合字
6. 一円相を表す
7. 優婆塞、優婆夷のこと
8. 梵字の合字の崩れたもの
9. 吽の合字
10. 大迦葉が成仏得道のしるしとして弟子に授けた字形

これに対して森鷗外は、第2説に関して、烏鶂（Dicrurus Cathoecus Swinh.）は猛鳥の性質を持つことから、供物に近づく鳥を追い払うために用いたのではないかと指摘し、『聖徳太子伝暦』に「有一異鳥、形如鵲、其色白、常住墓上、烏鳶到即追去、時人名為守墓鳥」と記されている「守墓鳥」のことであるとしている。
山中共古は山崎美成の『海録』に記された説について『秘密辞林』の著者・富田斅純に問い合わせた結果として、随求陀羅尼の種字にも真言にもないとの回答を記している。また、「烏八臼のキは帰」「キと八とにてキ八」「これに臼のウを加へるとキ九」すなわち「帰空」になるとの高野斑山説を紹介しているが、「落語の落にあひし如き心地」であるとしている。さらに曹洞宗の僧侶に対する聞き取りを行った結果として、切紙（免許目録）を伝授された僧侶であれば知っているだろうと結んでいる。
三村竹清は、巻末に明治40年（1907年）の奥書がある曹洞宗明峯派の切紙「法孫祖禅蔵」に記された、墓焼火事を鎮めるために塔婆に書く文字「䳔」について「必ず烏八臼の誤字なるべし」とした上で、「道家に伝はれる符字の類」であり「漢字典などにて説くべきものにはあらざるべし」としている。
南方熊楠は曹洞秘書について検討し、烏八臼の文字は「遍界不祥妖気を焼盡す熾盛光王如来の消災の徳を表した」ものであり、墓焼を鎮めるための塔婆は地中に逆さに打ち込むので、書かれた文字は森鴎外の考えたように鳥に対するものではなく、「地下の屍體に示して光明遍照消炎の表示とする」ものと考えた。

### 昭和以降
昭和に入って烏八臼の墓塔や曹洞宗の切紙に関する新しい資料が提示されると、次第に意味の解釈が進んだ。久保常晴は烏八臼の文字の形態変化も含めて考察した結果、『随求陀羅尼小咒』の「唵佐羅野拏瑟鵮布羅耶莎賀」の「鵮」が烏八臼に変化したとしている。吉祥成就を意味するシッタンは梵字では一文字であり、漢訳によって「瑟鵮」の二文字になったのだが、経典では一文字で滅罪成仏の功徳があるとされていることにより、「鵮」の一文字のみが用いられるようになった。
金子弘は熊野の神符を引き合いに出し、烏の霊力を呪の記号化（文字化）したものと考えた。
『続石仏偈頌辞典』では、福島県相馬郡小高町（現・南相馬市）の同慶寺住職の話として、烏は地獄、八は門を表し、臼を地獄の門にぶつけて叩き壊すことを表しており、供養の功徳によって地獄の門を破り極楽に行く破地獄を意味するという説を紹介している。
以上の他にも、「卍の意」「隠れキリシタン供養の意」などの諸説があるが、「鵮」が変化したものであり、滅罪成仏の功徳、吉祥成就の意を表すという久保常晴の説が有力と考えられている。

## 分布
1987年（昭和62年）に日本石仏協会の『日本の石仏』誌上で烏八臼の所在調査が金子弘によって呼びかけられ、呼応して日本各地における烏八臼の所在が報告された。その結果、1996年（平成8年）の分布表では以下の都県での所在が記されている。
- 福島県
- 群馬県
- 埼玉県
- 千葉県
- 東京都
- 神奈川県
- 静岡県
- 愛知県
- 鳥取県
- 兵庫県

それ以外にも、以下の県での所在が報告されている。
- 宮城県[2]
- 山形県[24]
- 栃木県[2]
- 茨城県[2]
- 山梨県[2]
- 岡山県[2]
- 高知県[25]
- 福岡県[26]
- 佐賀県[27]
- 熊本県[2][27]
- 宮崎県[28][27]
- 鹿児島県[27]

## 参考画像

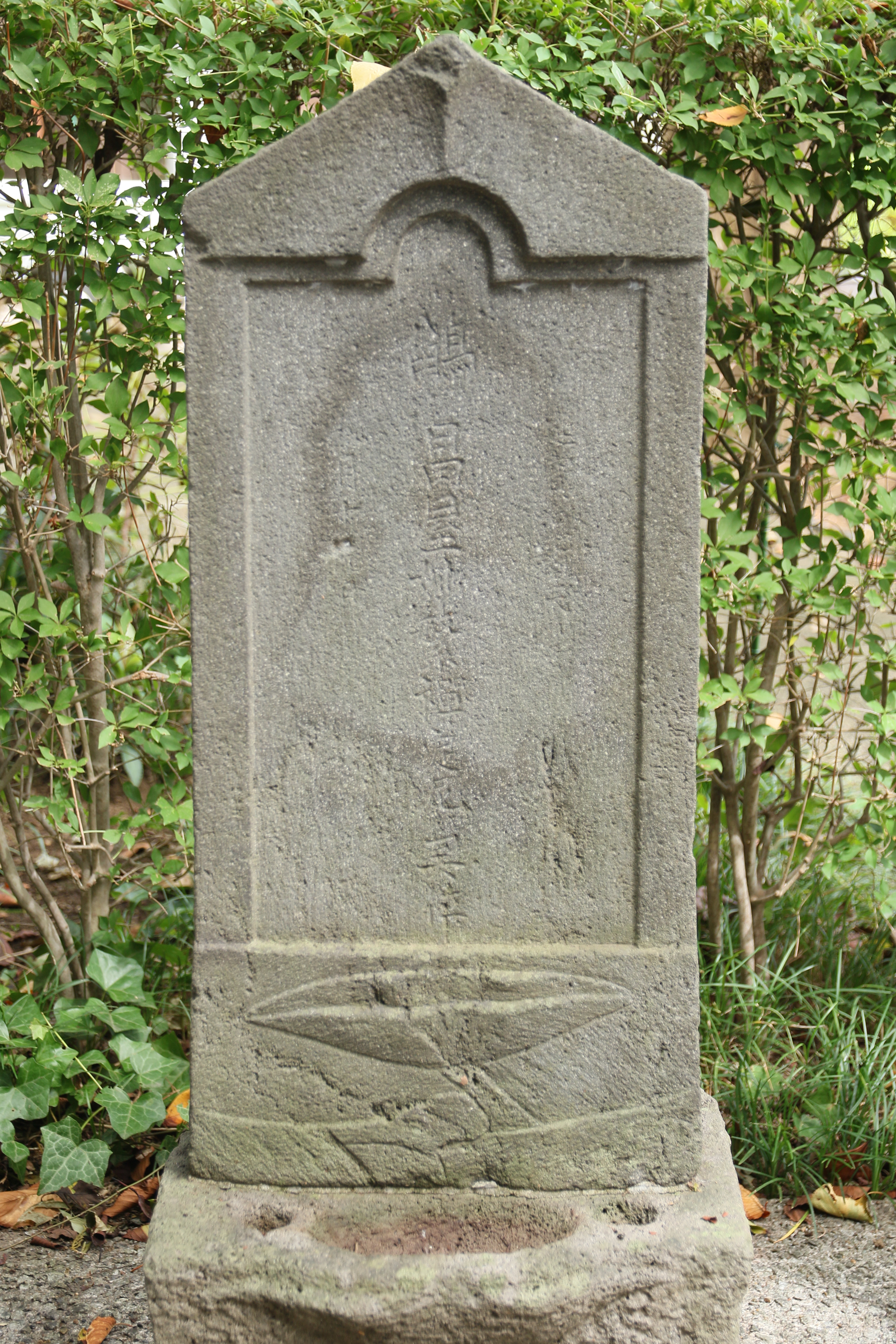
烏八臼が刻まれた墓塔（東京都板橋区・松月院）
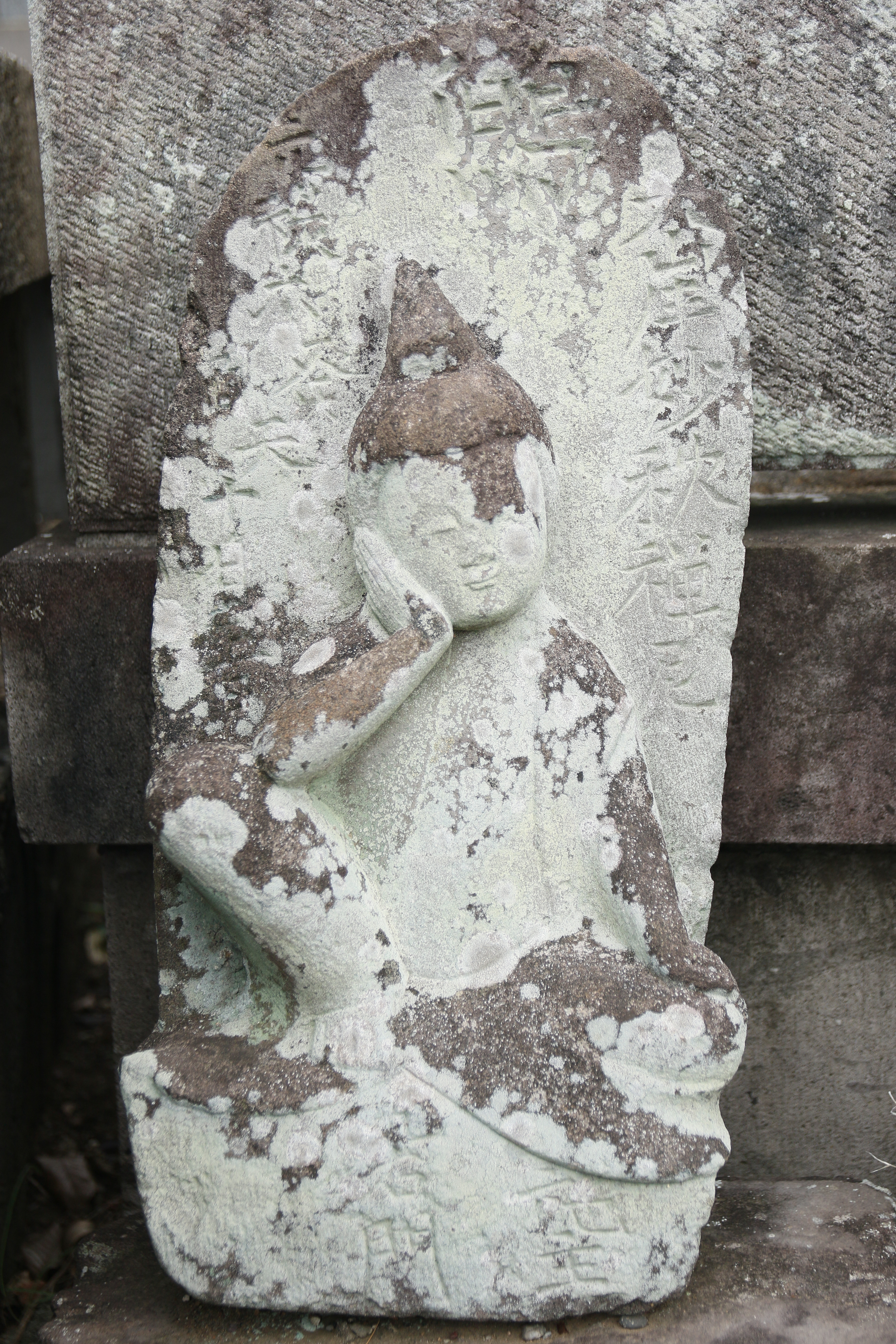
烏八臼が刻まれた墓塔（神奈川県横浜市西区・洪福寺薬師堂墓地）元禄6年
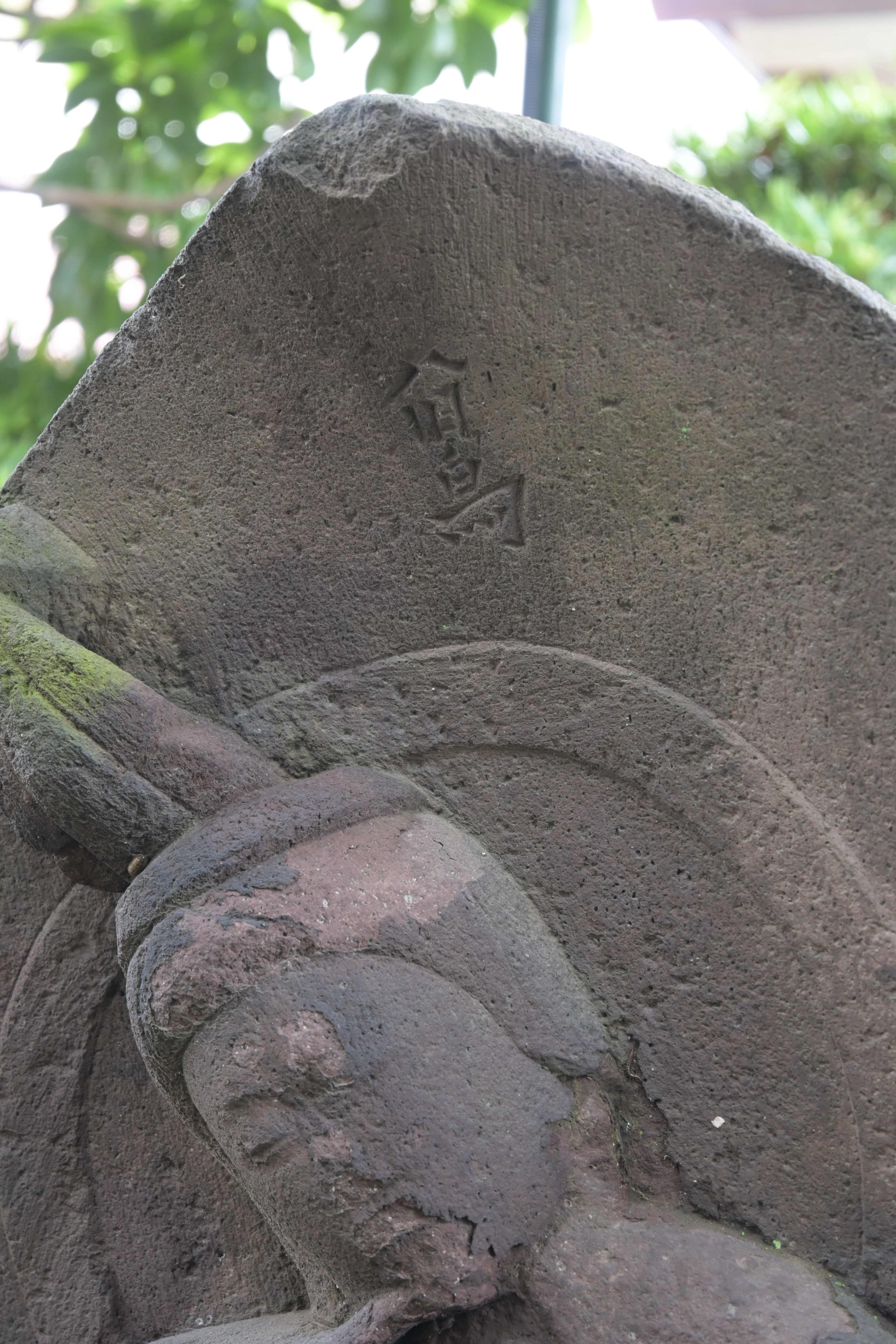
烏八臼が刻まれた墓塔（東京都品川区・嶺雲寺）
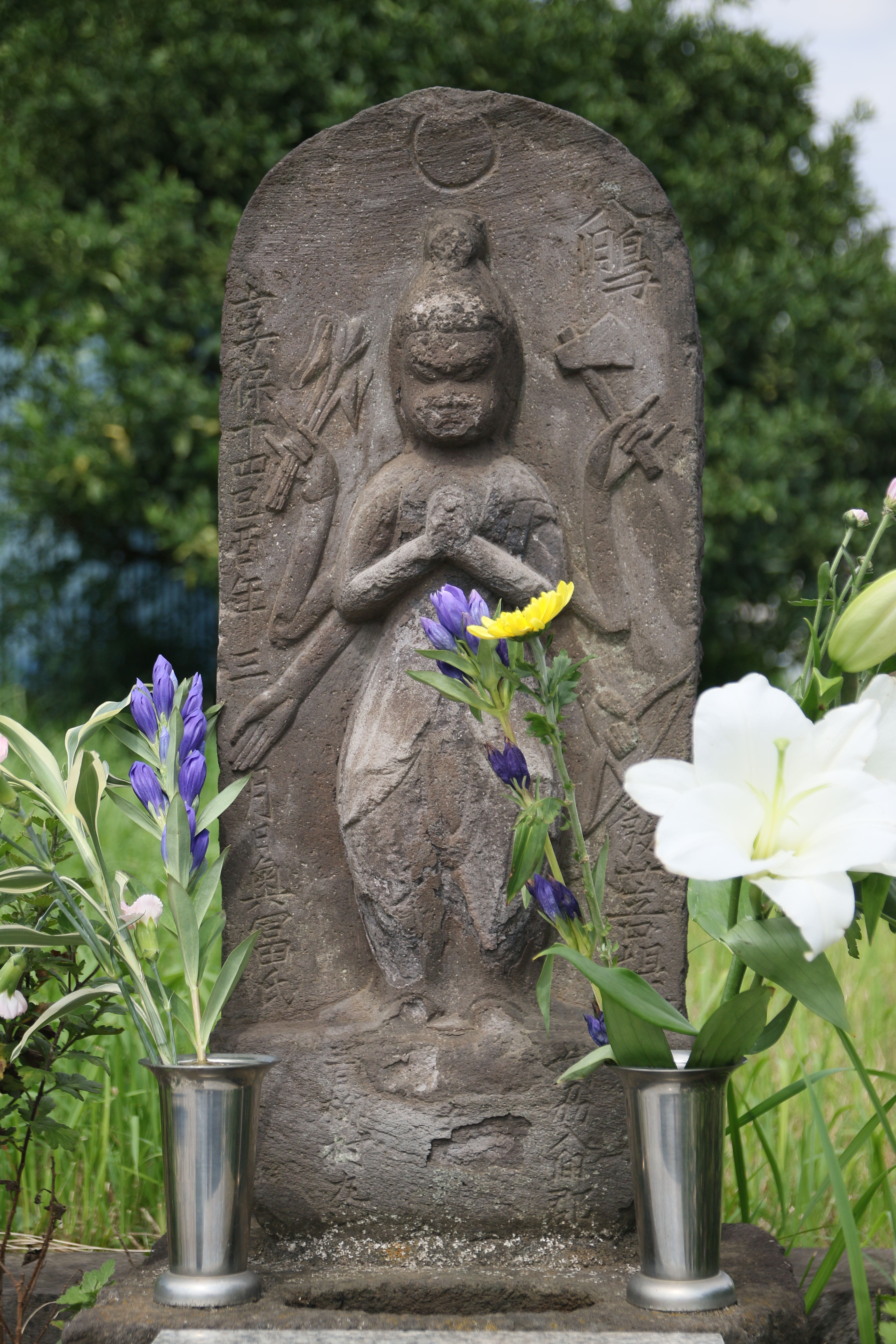
烏八臼が刻まれた馬頭観音（埼玉県狭山市青柳）
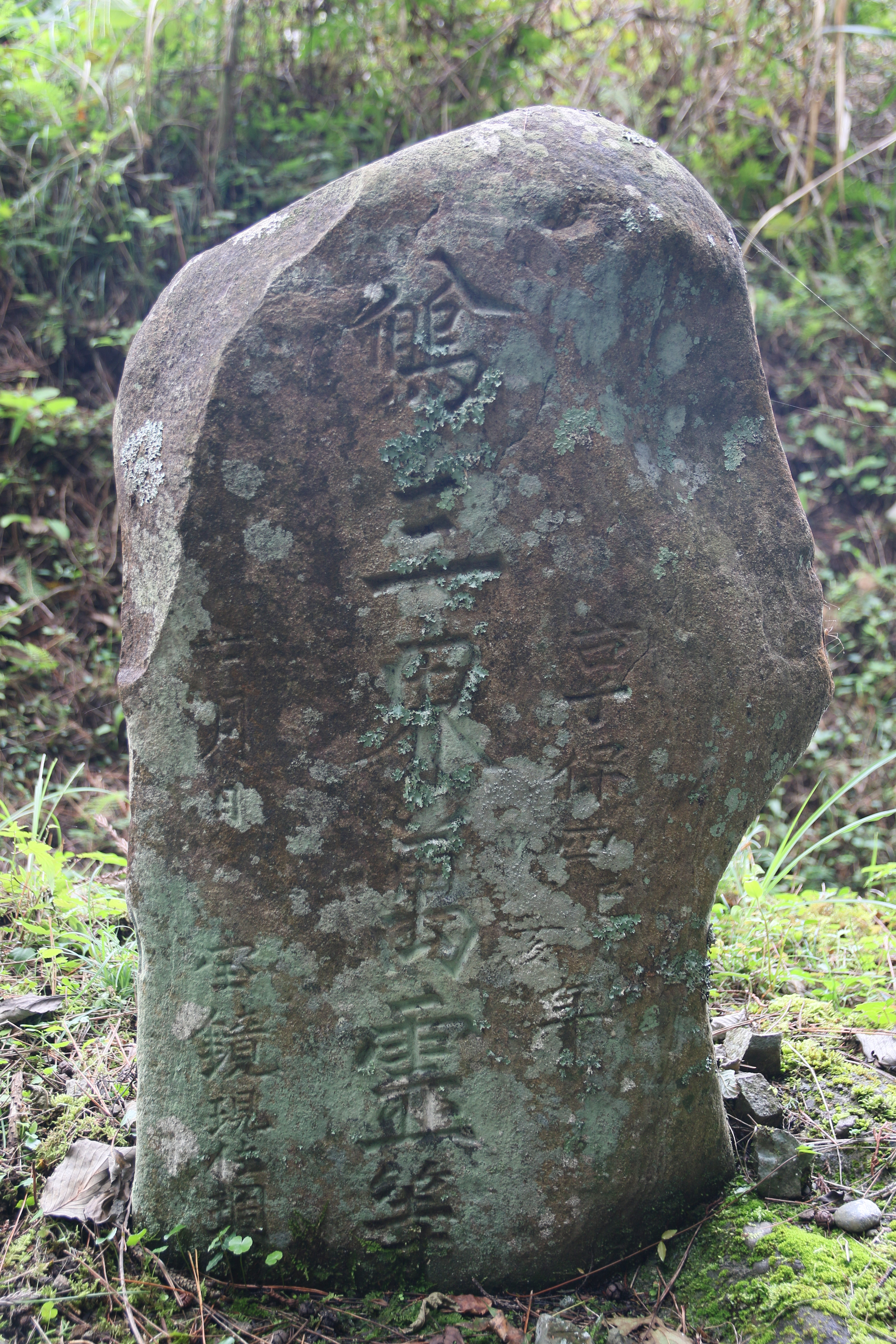
烏八臼が刻まれた三界萬霊塔（神奈川県相模原市緑区・宝鏡寺）
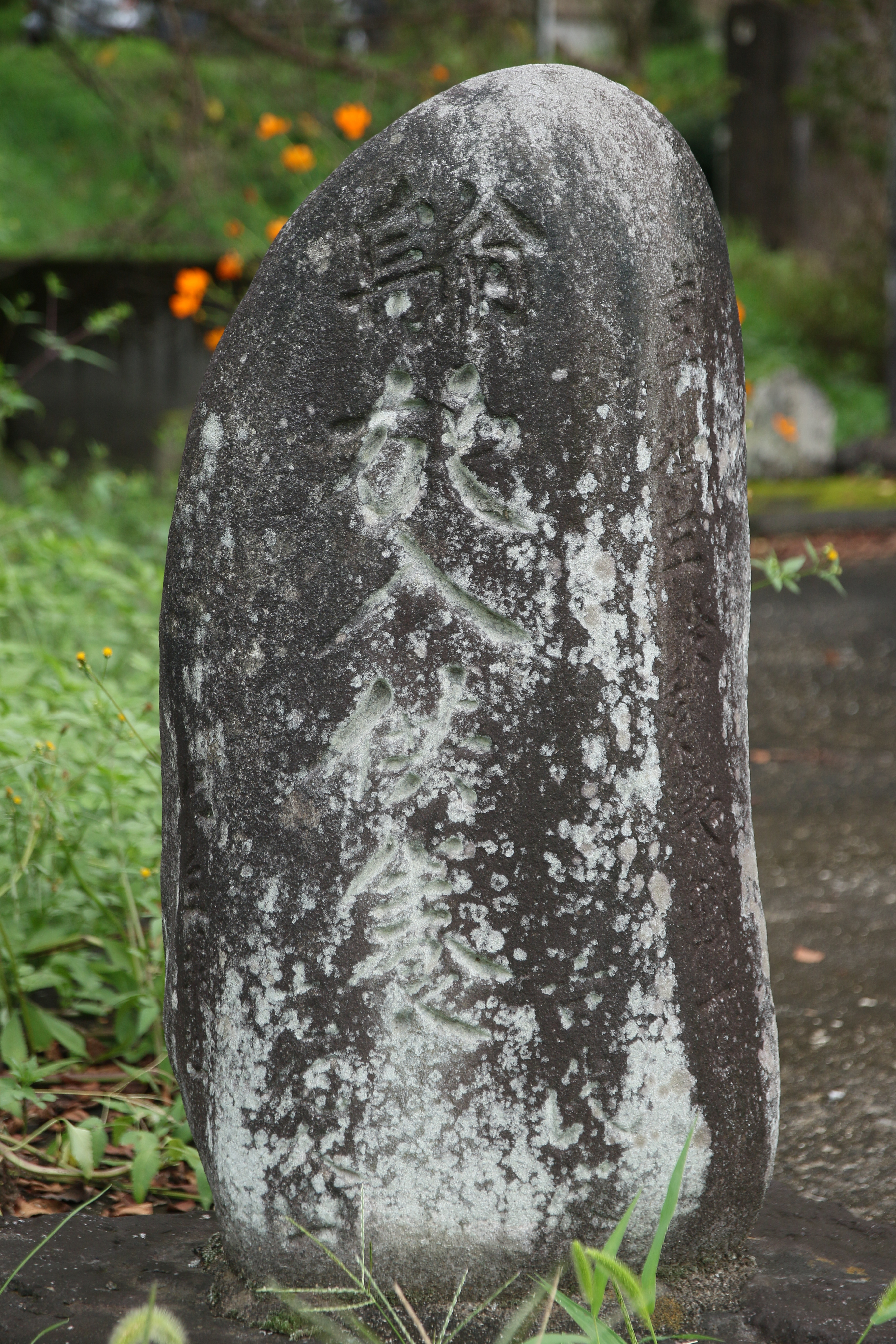
烏八臼が刻まれた施入供養塔（栃木県矢板市）享和3年